# Tajemnica przystanku tramwajowego
Tajemnica przystanku tramwajowego – polski film niemy z 1922 roku. Film nie zachował się do dziś.
W głównej roli kobiecej wystąpiła Jadwiga Smosarska, największa gwiazda polskiego kina w okresie dwudziestolecia międzywojennego.

## Fabuła
Kazia spotyka na przystanku tramwajowym podstarzałego hrabiego. Opętana nagłą miłością porzuca rodzinę i narzeczonego – fryzjera. Hrabia nie odwzajemnia jej uczuć i odprawia dziewczynę, która na tytułowym przystanku rzuca się pod tramwaj, a po śmierci nęka hrabiego i nakłania go do spotkania z jej dawnym narzeczonym, który zabija go, podcinając brzytwą gardło.

## Główne role
- Jadwiga Smosarska (Kazia)
- Józef Węgrzyn (narzeczony Miecio)
- Kazimierz Junosza-Stępowski (hrabia Roman Opolski)
- Ludwik Fritsche (książę Barski)
- Felicja Pichor-Śliwicka (matka Kazi)
- Paweł Owerłło (członek jury na balu mody)